# راویل تاگیر
راویل تاگیر (انگلیسی: Ravil Tagir؛ زادهٔ ۶ مهٔ ۲۰۰۳) بازیکن فوتبال اهل ترکیه است.
وی همچنین در تیم‌های ملی فوتبال و زیر ۲۱ سال ترکیه بازی کرده‌است.
در سال ۲۰۱۵ پس حضور در یک رویداد آزمایشی که در شهر بورسا برگزار شد، تاگیر در دوازده سالگی به عضویت باشگاه آلتیناردو در شهر ازمیر درآمد و پنج سال را در آنجا گذراند. او اولین بازی خود را برای این باشگاه برابر هاتای اسپور در ۱۸ اوت ۲۰۱۹ انجام داد و در ۱۴ فوریه ۲۰۲۰ اولین گل خود را در مقابل عثمانلی‌اسپور به ثمر رساند. تاگیر اولین بازی خود در سوپر لیگ را مقابل دنیزلی‌اسپور انجام داد. وی اولین گل خود را در باشاک شهیر مقابل توزلاسپور به ثمر رساند. در ۲۳ ژوئن ۲۰۲۲ تاگیر به صورت قرضی به وسترلو بلژیک پیوست.